# Théorie X et théorie Y
Les théories X et Y sont des théories développées dans les années 1960 par Douglas McGregor et utilisées en ressources humaines et en comportement de l’organisation.
Les deux théories s'opposent entre elles. La première suppose que l'humain n'aime pas travailler, la seconde affirme le point de vue inverse. Ces deux théories sont issues d'observations empiriques et sont formulées de manière à rendre compte des comportements observés dans les organisations, selon les postulats des dirigeants.

## Théorie X: présupposés
- Naturellement, l'être humain moyen n'aime pas le travail et l'évitera s'il le peut.
- Du fait de leur aversion à l'égard du travail, la plupart des gens doivent être contrôlés, voire menacés, afin qu'ils travaillent suffisamment dur.
- Ainsi, les travailleurs ne fournissent l’effort attendu que sous la contrainte ou contre récompense (le salaire).
- L'humain moyen préfère être dirigé.
- Il n'aime pas les responsabilités.
- Il désire la sécurité par-dessus tout.
- Il ne déploie vraiment son intelligence que pour contourner les règlements.

## Théorie Y: présupposés
- Faire des efforts physiques et mentaux au travail est aussi naturel que s'amuser et se reposer.
- Le contrôle et la punition ne sont pas les seules façons de faire travailler les gens. L'individu sera capable de se réaliser si on l'associe aux buts de l'organisation.
- Si un travail apporte des satisfactions, alors l'engagement envers l'organisation s'améliore.
- L'humain moyen est capable d'apprendre.
- Mis dans de bonnes conditions, non seulement il accepte, mais en plus il recherche les responsabilités.
- L'humain a besoin du travail pour se développer.
- L'humain est motivé par le désir de se réaliser pleinement.
- Il est préférable de laisser les gens s’auto-organiser.

## Les conséquences
La théorie X induit un cercle vicieux dans lequel :
- L'organisation est construite sur des règles strictes et des contrôles sévères.
- Les employés s'adaptent en choisissant de travailler au minimum, et en adoptant une attitude passive.
- Ils fuient alors les responsabilités puisque le système est répressif, et donc non sécurisant pour les prises de risque.
- Ceci conforte les dirigeants dans leurs convictions, ce qui les incite à renforcer les règles et les contrôles.
- Elle offre un climat sécurisant, paternaliste.

La théorie X induit un type de management assez autoritaire, souvent mal supporté par les salariés. Elle augmente l'aversion du travail.
Au contraire, la théorie Y introduit un système vertueux dans lequel :
- L'organisation est construite autour de principes de confiance, de délégation et d'autocontrôle.
- Les employés utilisent cette liberté supplémentaire pour mieux s'impliquer dans le travail.
- Ils prennent alors des initiatives, acceptent les responsabilités et vont même jusqu'à les rechercher.
- Ceci conforte les dirigeants dans leurs convictions, ce qui les incite à maintenir la confiance, la délégation et l'autocontrôle.
- Elle offre un climat moins sécurisant, plus dynamique, pouvant être stressant pour les employés peu autonomes.

La théorie Y induit un type de management participatif.
Par la suite, Jane Mouton tentera de trouver une voie moyenne entre ces deux approches avec la création de sa grille managériale.[citation nécessaire]